# Герман Бідер
Ге́рман Бі́дер (нім. Hermann Bieder; *21 жовтня 1941, Маркерсдорф, Пілах, Австрія) — австрійський мовознавець. Доктор філологічних наук (1986), професор (1987).

## Життєпис
Навчався у Віденському університеті: російсько-перекладацька студія (1961—1965), студія слов'янської філології та східно-європейської історії (1963—1970). Від 1971 працював в Інституті славістики Зальцбурзького університету.

## Наукова діяльність
Автор праць з україністики, полоністики, білорусистики, богемістики та русистики. Досліджує соціолінгвістичні проблеми східнослов'янських мов; історію східнослов'янського письма, мовні контакти німецької та слов'янської мов. Учасник 3-го Міжнародного конгресу українознавців у Харкові.

### Праці
- Die Sufixattraktion deutscher Lehnwörter (Substantiven) in den slavischen Sprachen // Die Welt der Slaven. München. 1988. Jb. 33, № 1;
- Die sprachenpolitische Situation in der Ukraine // Sprachenpolitik in Mittel- und Osteuropa. Wien, 1995;
- Die ruthenische (ukrainische) Sprache in der Habsburgermonarchie 1772—1918 // 3-й Міжнар. конгрес україністів. Мовознавство. Х., 1996;
- Український переклад — Українська мова в Габсбурзькій монархії (1772—1918 рр.) // Мовознавство. 1997. № 1;
- Problemy norm współczesnego ukraińskiego języka literackiego // Literatury i języki Słowian Wschodnich. Opole, 1997. T. 11.